# Лісенко Андрій Онисимович
Лісенко Андрій Онисимович (30 листопада 1907 року, Херсон — 22 серпня 1970 року, Одеса) — головний архітектор міста Одеси (1945—1946 роки), Член Союзу Радянських архітекторів з 1933 року.

## Рід Лісенків
Походить з династії Лісенків, відомої з початку XVII століття.
В «Енциклопедичному лексиконі» (том 11, ВЛА-ГЕТЬ., Санкт-Петербург, 1858, стор. 115) згадується Яків Лісенко, який жив у першій половині XVII століття і брав участь у війні 1648—1654 років, як на перший представник роду Лісенків.
Його син, Іван Якович Лісенко (народився до 1633 року — помер 25.11.1699 року) — полковник, генеральний осавула, наказний гетьман, отримав дворянські і майнові права Універсалом гетьмана Д. Многогрішного в 1671 році.
Зберігся запис на печаті Переяславського полковника Івана Яковича Лісенка, 1691 року, у щиті: перекинутий лук, натягнутий стрілою. Навколо щита букви: І. Л. І. В. І. Ц. П. В. З. П., тобто «Іван Лисенко, полковник війська їх царської пресвітлої величності Запорозького Переяславський» (Малоросійський гербовник, 1914 р., С.-Петербург, Видання Чернігівського дворянства, стор. 96).
Рід Лісенків згадується в Малоросійському родословнику, (том третій. Л.-О. З 40 портретами. Київ, 1912, стор. 127—147), а також "Енциклопедії українознавства. Словникова частина (ЄУ-II) ". — Париж, Нью-Йорк, 1962. — Т. 4. — С. 1289—1306.

## Юні роки
Андрій Онисимович Лісенко народився 30 листопада 1907 року в місті Херсоні в родині Лісенка Онисима Хомича і Жукової Єлизавети Тихонівни. Онисим Хомич служив до революції секретарем Херсонського повітового військового присутствія (згадується в Пам'ятній книзі Херсонської губернії 1910 року у розділі «Канцелярія губернатора»).
Навчався Андрій Онисимович до революції в Реальному училищі (до 4 кл.). У 1923 році закінчив трудшколу і в 1925 році профшколу у Херсоні, був відряджений на землевпорядні курси до Одеси, які закінчив у 1926 році. Після закінчення працював у Херсонському Окрземвідділі на посаді техніка-землевпорядника III-го, а потім II-го розряду до 1929 року. У 1929 році вступив за конкурсом на архітектурний факультет Одеського інституту інженерів цивільного і комунального будівництва. Виконавши за 2 роки зі спеціальних дисциплін програму трьох курсів, перевівся в 1931 році на архітектурний факультет Всеросійської академії мистецтв у місто Ленінград, де створив проект Театру Видовищ, який отримав срібну медаль конкурсу в Монтевідео, в основу якого було покладено архітектурні ідеї початку 20-го століття: демократизація видовищ, царство розуму, Місто Сонця.
У зв'язку зі злиттям архітектурних факультетів академії та інституту цивільних інженерів закінчив Ленінградський інститут інженерів комунального будівництва в 1934 році з захистом дипломного проєкту. Суміщаючи з навчанням, працював у низці проєктних організацій архітектором (1932 рік — Гіпроліспром НКТП, 1933—1934 роки — Держтаджпроектбригада).
У 1933 році, у віці 26 років, Андрій Онисимович став членом Союзу Радянських архітекторів.
24.12.1935 року одружився з Черняковою Тамарою Олександрівною (25.10.1910 — 27.04.1975), яка стала справжньою музою для Андрія Онисимовича, його душевним талісманом. Тамара Олександрівна отримала три вищі освіти, зокрема вчилася на вокальному факультеті в Петроградській консерваторії. Після закінчення факультету іноземних мов Одеського державного університету, більше 20 років викладала англійську мову у Вищому морехідному училищі міста Одеси.
У 1937 році у них народився син — Лісенко Вадим Андрійович.
У 1934—1937 роках Андрій Онисимович працював старшим архітектором Міськбудпроєкт Наркомату важкої промисловості.
У 1937—1938 роках — керівником архітектурно-будівельного відділу Лєндержпроєктбуда (5-й проєктний інститут Наркомату оборонної промисловості).
Основні будівлі і споруди, збудовані за проєктами Лісенка А. О., виконані за час роботи в Ленінграді з 1934 по 1938 роки:
- 1934 р., м. Душанбе: фасади Театру/разом з акад. Дітріх;
- 1935-36 роки, м. Магнітогорськ: реконструкція Цирку;
- 1935 рік, м. Магнітогорськ: дитячі садки: на 140 місць; 40 місць; 50 місць, 78-квартирний житловий будинок;
- 1935—1936 роки, м. Ленінград, павільйони для центру міста/Лєнхарчобуд;
- 1935—1937 роки, м. Вязьма: житловий масив для льонокомбінату/30 об'єктів;
- 1936 рік, м. Магнітогорськ: їдальня, школа на 400 місць;
- 1936 рік, м. Ленінград, інтер'єри ресторану на Ліговському проспекті;
- 1936—1937 роки, кафе — кондитерська в м. Гатчині;
- 1937 року, м. Шимкент: генплан житлового масиву;
- 1937—1938 роки, м. Ленінград/ЛО Міськбудпроєкт, НКОП: заводи спецпризначення Наркомату оборонної промисловості/виробничі об'єкти, житлові комплекси;
- 1938 року, м. Магнітогорськ, технічний проєкт планування IV кварталу і XIII кварталу;
- 1938 року, м. Копейськ/Урал: 8-поверховий житловий будинок на 112 квартир — I премія на Всесоюзному конкурсі «Лєнміськпроєкт».

Наприкінці 1938 року Андрій Онисимович за трудовим договором виїхав на роботу в Магадан (Головне управління будівництва Далекої Півночі НКВС СРСР (Дальстрой СРСР).
У Магадані Андрій Онисимович працював з листопада 1938 року спочатку старшим архітектором, у березні 1939 року зарахований на посаду старшого архітектора архітектурно-будівельного відділення в Проєктний відділ ГУС ДС НКВД СРСР, а в травні 1939 року переведений старшим архітектором-бригадиром. З січня 1940 по грудень 1940 року у зв'язку з організацією проєктної групи при Міськкомунвідділі був відряджений в ГУС ДС для роботи в ГКО інженером контори ДКО, старшим архітектором Проєктної контори Міськкомунвідділу. У січні 1941 року відряджений у розпорядження ОК ГУС ДС з напрямком в Колимпромпроєкт старшим архітектором-бригадиром архітектурно-конструкторського відділу. У липні 1941 року прийнятий в ОКС г/т «Колимснаб» на посаду старшого інженера проєктно-кошторисної групи і в грудні 1942 року звільнений з Дальстрою в зв'язку з закінченням строку найму.
За час роботи (1939—1942 роки) в м. Магадані/ Дальстрой НКВД Андрієм Онисимович виконані (а потім побудовані): проєкт планування міста, проєкт планування та благоустрою морського порту в бухті Нагаєва, котеджі для відряджених, їдальня, баня, управління НКВД, хірургічний корпус, гінекологічний корпус, готель № 1, 80-квартирний житловий будинок з кафе, магазином; реконструкція холодильника, 15 тис.м3; склади Колимснаба, склади косітеріта та ін., Охотсько-Колимський краєзнавчий музей, Міський театр, Морський вокзал в бухті Ногаєве, стадіон з будівлями обслуговування.
У вересні 1942 року Андрія Онисимовича перевели до Якутська, в Північно-Якутське Річкове пароплавство ГУСМП, де він працював на посаді старшого інженера-архітектора проєктно-конструкторського бюро ОКС СЯРПа і звільнений у жовтні 1944 року із записом в трудовій книжці: «Звільнений згідно з постановою Лікарсько-контрольної комісії».
За час роботи з кінця 1942 по 1944 роки в м. Якутську у «Главсевморпуть» Андрієм Онисимович розроблені (і потім збудовані): 1942 рік: генплан судноремонтного заводу, проєкт будинку управління Міськрибтресту, їдальні, 1942-43 роки: проєкт житлового комплексу при заводі/проєкти будинків і планування, 1943-44 роки: проєкт механічного цеху судноремонтного заводу.

## Головний архітектор Одеси
Наприкінці 1944 року Андрія Онисимовича Лісенка викликав у Москву комітет у справах архітектури при Раді міністрів СРСР, і з 08 січня 1945 року рішенням Одеського міськвиконкому його призначено головним архітектором міста Одеси, куди він переїхав з родиною. У післявоєнні роки під його керівництвом і безпосередній участі відбувалося відновлення, реконструкція та реставрація будівель, зруйнованих під час німецько-радянської війни, нова забудова Французького бульвару, Комсомольського бульвару і інших.
В 1945-47 роках Андрій Онисимович брав участь у реконструкції «напівциркульних будинків» на Приморському бульварі, реконструкції стадіону «Харчовик» (наразі ЧМП).
З 1945 по 1947 роки Андрій Онисимович (як головний архітектор міста) спільно з архітектором Баталовим розробив Генеральний план міста Одеси у трьох варіантах, який пройшов розгляд та затвердження в Академії архітектури СРСР (м. Москва). Та через негативне втручання ЦК КПУ і Міністерства залізничного транспорту України реалізувати цей план не вдалося.
З березня 1947 року Андрій Онисимович перейшов на роботу в Чорноморпроєкт старшим архітектором, де розробив проєкт 80-квартирного житлового будинку і кафе, який згодом був реалізований. 1947—1948 рр. — старший архітектор-автор Гіпрогражданстрой, 1948 р. — головний інженер проєкту Воєнморпроєкт № 3.
З 1948 року Андрій Онисимович переходить на викладацьку роботу. Одночасно до квітня 1949 року працював художнім керівником, старшим майстром декоративно-оздоблювального цеху в Одеських художніх скульптурних Майстернях Художнього фонду СРСР.
Андрієм Онисимовичем, спільно з архітектором П. Бронниковим, також розроблено проєкт Одеського морвокзалу у стилі венеціанського ренесансу. Проєкт брав участь у конкурсі, виграв Першу премію, однак втіленим у життя не був, оскільки наприкінці 50-х років почалася кампанія проти «надмірностей» в архітектурі.
З вересня 1949 року Андрій Онисимович перейшов на роботу в Одеський інженерно-будівельний інститут, де працював на посаді старшого викладача кафедри «Архітектура», а у вересні 1951 року, у зв'язку з реорганізацією інституту, переведений до Інституту Інженерів Морського флоту на посаду старшого викладача кафедри графіки, креслення і нарисної геометрії гідротехнічного інституту. З вересня 1953 року переведений старшим викладачем кафедри будівельних робіт і інженерних конструкцій.
Андрій Онисимович Лісенко більше 20 років присвятив вихованню архітекторів і зміцненню одеської архітектурної школи. Багато років, працюючи в Одеському інженерно-Будівельному Інституті і Одеському Інституті Інженерів Морського Флоту (на гідротехнічному факультеті), він приділяв багато уваги вихованню молодого покоління, зміцненню одеської архітектурної школи. Серед його учнів: архітектор Савулькін М. — автор десятків проєктів в Одесі, провідний архітектор Діпроміста; заслужений архітектор України — Гольдвар С. — автор забудови міста Іллічівська та інших об'єктів; архітектор Сержантов С. — довгі роки обіймав посаду Одеського обласного архітектора, архітектор Ексарьов А. — професор архітектури, багаторічний проректор Одеської академії архітектури і будівництва; архітектор Лобков А. — доцент ОДАБА, автор книг і підручників з архітектури, «Довідника архітектора»; архітектор Грінберг Е.; архітектор Донець А.; архітектор Катишева В.; архітектор Ланда А.; архітектор Мельничук С.; архітектор Пилипчук Р.; архітектор Поверіна Л.; архітектор Попенко Н.; архітектор Шевченко В. і багато інших.
В Одесі Андрій Онисимович працював і дружив з архітекторами Каневським, Троупянським, Копиловим, Готгельфом, Бєльчиковим, Замечеком, Сільвестровичем.
В 1954-55 роках Андрій Онисимович брав участь у реконструкції будинку ОІІМФ (в минулому — Інституту шляхетних дівчат).
У 1950-х роках Андрій Онисимович працював над дисертацією «Російська класична архітектура міста Одеси», потім — «Планування і забудова міста Одеси (містобудівний аналіз)».
Андрій Онисимович не втрачав своєї громадської активності: працював експертом Обласного і Міського Управління Архітектури, виступав зі статтями в спеціальній і періодичній пресі, на радіо, брав участь в архітектурних конкурсах (зокрема, у конкурсі пам'ятника Потьомкінцям).
А. О. Лісенко розробляв підручники і навчальні посібники, писав оповідання, вірші, есе, сценарії капусників, малював карикатури; добре співав — зі своїм драматичним баритоном виступав разом із професійними концертмейстерами і співаками під час творчих зустрічей; був хорошим спортсменом — в юності боровся в цирку, був гімнастом, грав у футбол, великий теніс; професійно танцював.
Помер Андрій Онисимович 22.08.1970 року в місті Одесі та похований на Одеському Другому християнському кладовищі, на ділянці № 66.
Ім'я архітектора Лісенка А. О. згадується поряд з такими корифеями вітчизняної і світової архітектури, як Йоффе Н. І., Фомін І. І., Манізер М. Г., Рубаненко Б. Р. в «Щорічнику кращих робіт в СРСР» в 1940 році, довіднику «Хто є хто в Україні», 1997 рік; Енциклопедії «Одессика» під ред. В.Грідіна, «Одесский вестник», Вип. 68., 1998.

## Пам'ять
На будинку № 9 по провулку Ляпунова, де жив архітектор Лісенко А. О., рішенням Міськвиконкому в 1997 році встановлено меморіальну дошку: «У цьому будинку жив з 1945 до 1970 року видатний український зодчий Андрій Онисимович Лісенко».